# Kertinge
Kertinge är en tätort i Kerteminde kommun i Region Syddanmark i Danmark. Tätorten har 274 invånare (2024). Den ligger på Fyn, cirka 5 kilometer sydväst om Kerteminde.